# K.u.k. Marinebibliothek
Die k.u.k. Marinebibliothek (kroatisch Mornarička knjižnica) war eine 1802 gegründete Fachbibliothek, die von der österreichischen Marine aufgebaut worden war. Sie hatte ihren Sitz im Laufe der Zeit in den damaligen Kriegshäfen Venedig, Triest und Pola. Die Restbestände der Marinebibliothek waren mit Zwischenstationen in Italien und im besetzten Tschechien ab den 1950er Jahren im Wiener Kriegsarchiv zusammengefasst. In den 1970er Jahren nach Jugoslawien zurückgeführt, firmiert sie seit 1996 als Sondersammlung der Universitätsbibliothek im kroatischen Pula / Pola. Der Altbestand der Präsenzbibliothek umfasst 6.757 Titel in 20.371 Bänden.

## Geschichte
Der Grundstock der Marinebibliothek geht auf eine mehrbändige Bücherschenkung des Kriegs- und Marineministers Erzherzog Karl von Österreich-Teschen an das Marinekommando im von 1798 bis 1805 angegliederten Venedig zurück. Das Marineoffizierkorps befürwortete und unterstützte den Aufbau einer entsprechenden Bibliothek. Marinekommandant Joseph Graf von L'Espine regte 1802 – was als Gründungsjahr gilt – eine Vergrößerung der bereits im Aufbau befindlichen Bibliothek an, der durchaus Rechnung getragen wurde, und versuchte mehrmals eher erfolglos, Marineliteratur aus der ebenfalls in Venedig befindlichen berühmten Bibliothek von San Marco zu beschaffen. Mit dem Frieden von Pressburg 1805 – Österreich musste Venedig an das napoleonische Königreich Italien abtreten – ging diese erste Biblioteca della Marina zunächst für die Habsburgmonarchie verloren. 
1814 aber kehrte die österreichische Marine nach Venedig, Hauptstadt des nach dem Wiener Kongress zu Österreich gehörenden Königreichs Lombardo-Venetien, zurück und beschlagnahmte im dortigen Arsenal die höchstwahrscheinlich ehemalige Bibliothek, die mit 474 Bänden ca. drei Viertel des Altbestandes ausmachte. Sie wurde Teil des Collegio di Marina, dem nachmaligen Marine-Kadettenkolleg, und bestand dort neben einer Studienbibliothek. Durch Nachlässe, Schenkungen oder Erwerbungen von Militärs und Gelehrten wie Marchese Chasteller und Brera Conte Stratico konnte die Bibliothek ihren Bestand in der Folge erweitern.
Im Ersten Italienischen Unabhängigkeitskrieg (1848/49) verblieb die Marinebibliothek zunächst noch in Venedig, wurde dann jedoch Anfang der 1850er Jahre – wie auch die Marineakademie – nach Triest verbracht, wo sie zur Zentralbibliothek der österreichischen Kriegsmarine mit Sammelschwerpunkt Seewesen und angewandte Hilfswissenschaften avancierte. Ein angefertigtes Bestandsverzeichnis aus jener Zeit listete bereits über 2.000 Bände. Die Bibliothek war zunächst in den Räumlichkeiten der Marinesternwarte von Franz von Schaub untergebracht. Später wurde sie eine Abteilung der Hydrographischen Anstalt in Triest.
Als in den 1860er Jahren unter Erzherzog Ferdinand Maximilian von Österreich Pola zum Zentralkriegshafen wurde, errichtete man ebendort ein Filialdepot und verlegte schließlich die Marinebibliothek 1865/66 mehrheitlich nach Istrien an die Adria, wo sie in k.u.k. Marinebibliothek umbenannt wurde. Die zurückgebliebenen Unterlagen etc. wurden dann auf Einrichtungen in Venedig, Pola und Triest verteilt. 1869 erfolgte die Angliederung als selbständige Abteilung an die neugegründete Hydrographische Anstalt in Pola. 1874 wurde die Handelsbibliothek der Marinesektion übernommen. Weiterhin wuchs der Bestand durch eine Schenkung des Militärgeographischen Institutes und den Erwerb durch Schiffsbibliotheken (ab 1880). 1892 zog die Bibliothek in die Liegenschaft des eingerichteten Marinetechnischen Komitees, deren Abteilung sie zur Jahrhundertwende wurde. 1904 belief sich der Bestand auf 14.944 Titel (= 43.574 Bände), zuletzt 1918 auf 18.472 Titel. Nach Ende des Ersten Weltkriegs und dem einhergehenden Zusammenbruch der Österreich-Ungarischen Monarchie wurden Bibliotheksteile in das Königreich Italien, das ab 1915 der Triple Entente angehörte, verbracht bzw. der Bibliothek der Marinemilitärischen Kommandantur (Biblioteca del Comando Militare Marittimo) zugeteilt.
Im Zuge der deutschen Besetzung Italiens 1943 wurde die Bibliothek 1944 in die südmährischen Schlösser Schloss Lednice (Eisgrub) und das Schloss Valtice (Feldsberg) im Gau Niederdonau abtransportiert. 1949/50 wurde der Bestand in das Wiener Kriegsarchiv verbracht. 1975 einigten sich die Republik Österreich (als „Zeichen des guten Willens“) und die Sozialistische Föderative Republik Jugoslawien auf die Rückführung nach Pula in die dortige Wissenschaftliche Bibliothek, wobei ca. 12.000 Bände im Österreichischen Staatsarchiv verblieben. 1991 erfolgte die Registrierung als Kulturdenkmal der unabhängig gewordenen Republik Kroatien. 1996 wurde der Umzug als Sondersammlung der Universitätsbibliothek Pula (seit 1979 Standort der Universität Rijeka) in das ehemalige Marine-Casino, dem Haus des Kroatischen Heimatschutzes bewilligt und ein Jahr später der Öffentlichkeit zugänglich gemacht.

## Bestand
Schwerpunkt des überwiegend deutschsprachigen Bestandes sind die Seefahrtskunde (u. a. Navigation) sowie die angrenzenden Gebiete der Naturwissenschaften und Mathematik, der Militärwissenschaft – größter Einzelbestand mit 798 Titeln –, der Geographie und einzelner Geisteswissenschaften. In der Sammlung sind auch zahlreiche Zeitschriften, insbesondere aus dem Bereich Seewesen, vertreten.